# Paul Gottron
Paul Gottron (* vor 1890; † nach 1900) war ein deutscher Radsportler.

## Laufbahn
Paul Gottron nahm an den Olympischen Sommerspielen 1900 teil. Im Bahnradsprint schied er im Viertelfinale aus. Auch am 5000-m-Punktefahren, das vom Internationalen Olympischen Komitee nicht als offizieller Wettbewerb anerkannt wird, nahm er teil, beendete das Rennen jedoch nicht. 